# Slănic
Slănic (pronunciat en romanès: [sləˈnik]) és una de les 12 ciutats del comtat de Prahova, Muntènia, Romania, coneguda històricament i actualment com a centre d'extracció de sal, així com una ciutat termal, amb llacs salats. Dos pobles, Groșani i Prăjani, són administrats per la ciutat.
Segons estimació 2012 comptava amb una població de 6.616 habitants.

## Etimologia
Com el seu nom (sal en eslau) indica, la major part de la història i l'economia de Slănic estan directament relacionades amb la presència de quantitats relativament grans de sal sota terra, i fins i tot a l'aire lliure.
Slănic és també el nom de la riera que flueix per la ciutat, afluent del riu Vărbilău, que al seu torn és afluent del riu Teleajen.
Encara que tècnicament incorrecte, el nom compost Slănic Prahova també s'utilitza, especialment en altres parts de Romania. Aquest nom alternatiu probablement es va generar per ajudar a discernir entre Slănic i una altra ciutat romanesa, Slănic-Moldova.

## Fills il·lustres
- Mihai Iliescu
- Bujorel Mocanu

## Clima
Slănic té un clima continental humit (Cfb a la classificació climàtica de Köppen).

## Turisme

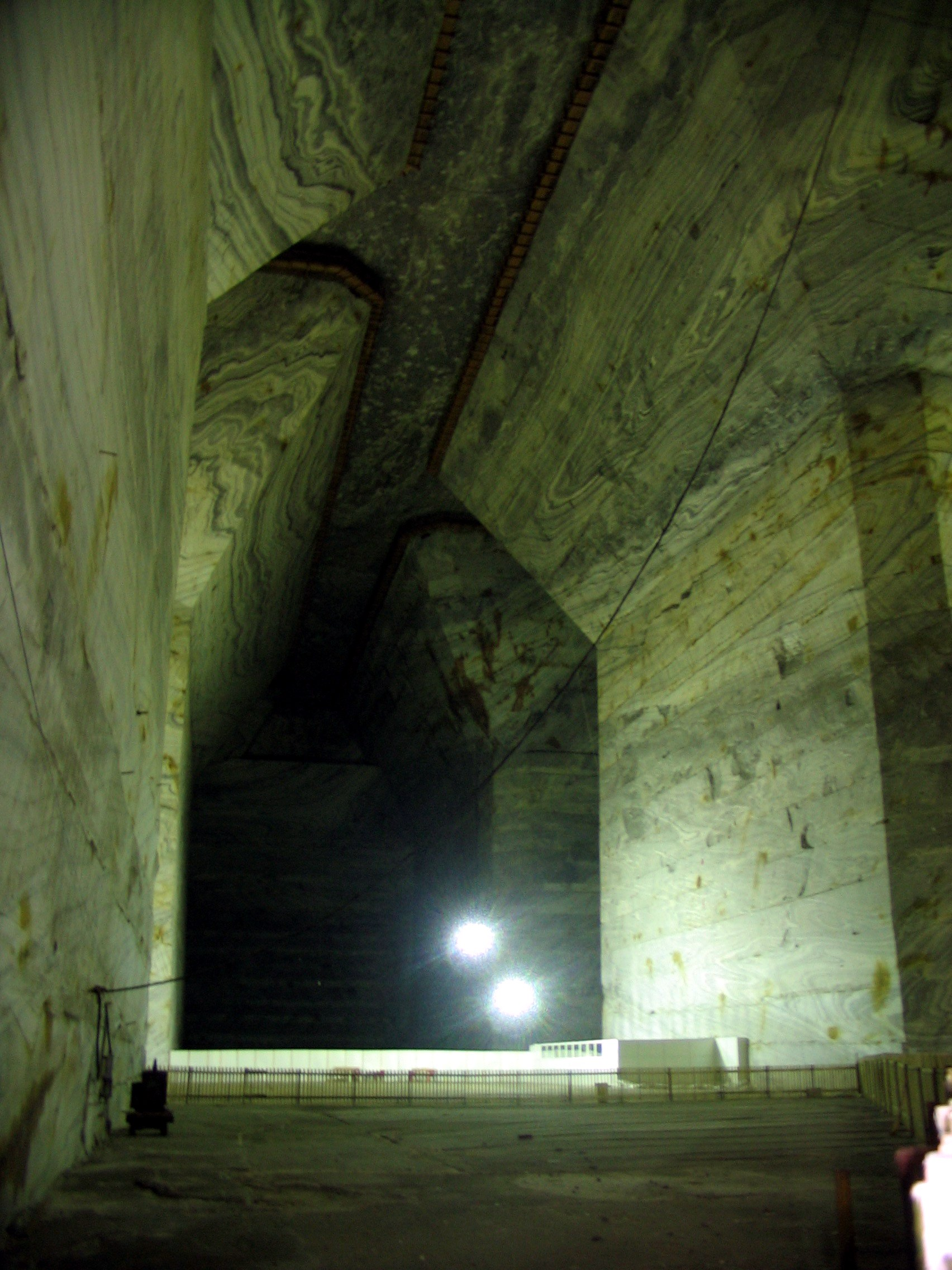
Dins de la mina de sal Slănic

La ciutat és famosa pels seus llacs salats (o Băi): els llacs The Shepherd's (Baia Baciului), The Green (Baia Verde) i The Red (Baia Roșie), així com pels vells (Salina Veche) i nous (Salina Nouă)) Mines de sal. Tot i que encara s'extreu sal de la nova mina de sal, la mina vella està oberta al públic ara i s'utilitza com a spa, centre d'atraccions i museu de la indústria minera de la sal. Anualment es disputen concursos internacionals de vol d'avions de model interior (modellisme) al nivell superior (Mina Mihai) de la vella mina.
Altres objectius turístics que valen la pena, a l'abast de qualsevol excursionista sense formació, són una font d'aigua local anomenada La font freda (Fântâna Rece), la torre de relleus de TV (Releu) més enllà del bosc d'avets (Pădurea de Brazi), el turó de Beacon (Dealul cu Semn), La muntanya de la sal (Muntele de Sare) amb la llegendària cova de la núvia (Grota Miresei), ara parcialment col·lapsada a causa de l'erosió de la pluja, així com La roca verda (Piatra Verde) i El petit turó del poltre (Delușorul Mânzului).